# Пуштакух
Пуштакух (тадж. Пуштакӯҳ) — село в Кушониёнском районе Хатлонской области Республики Таджикистан. Подчинен администрации джамоата посёлка Бохтариён.
Находится на расстоянии 20 км от райцентра (пгт. им. Исмоила Сомони) и 1 км от посёлка Бохтариён.
Население — 2394 чел. (2017).
Прежние названия — до 2024 — Кавунтеппа.